# 横尾闊
横尾 闊（よこお ひろし、1892年（明治25年）2月21日 - 1945年（昭和20年）4月16日）は、大正・昭和初期の軍人。佐賀郡新北村（現佐賀市諸富町）出身。最終階級は陸軍中将（戦死特進）。栄典は従四位勲二等功四級。

## 経歴
1892年、新北村大字寺井津（現諸富町西寺井）に横尾達次の長男として生まれる。陸軍士官学校（陸士24期）卒業後砲兵少尉に任官。野砲兵第12連隊中隊長、第12師団副官、野戦砲兵学校教官、山砲兵第11連隊大隊長、独立野砲兵第11大隊長、山砲兵第19連隊長、野砲兵第10連隊長などを歴任し、この間シベリア出兵、満州事変、支那事変、大東亜戦争などに従軍した。1943年（昭和18年）少将に昇進し第14軍兵器部長（後に改編され第14方面軍兵器部長）時、フィリピンにて負傷。1945年4月16日、小倉陸軍病院にて戦傷死。53歳。6月に中将に特進した。

## 栄典
- 1913年（大正2年）2月20日 - 正八位[1]